# Mount Aorangi
Mount Aorangi är ett berg i Antarktis. Det ligger i Östantarktis. Nya Zeeland gör anspråk på området. Toppen på Mount Aorangi är 3 135 meter över havet.
Terrängen runt Mount Aorangi är varierad. Trakten är obefolkad. Det finns inga samhällen i närheten. 